# Bartek Anna
Bartek Anna (eszperantó művésznéven Anjo Amika) (Kaposvár, 1955. június 19. –) magyar eszperantista énekesnő, szerkesztője a Heroldo de Esperanto eszperantista újságnak, az Eszperantó Parlament képviselője.

## Életútja
Tanulmányait az Agárdi Általános Iskolában kezdte, majd Budapesten a Magyar Televízió és Magyar Rádió Gyermekkórusában folytatta. 1971 nyarát Agárdon töltötte, ahol megismerkedett az eszperantó nyelvvel. A budapesti Kossuth Klubba került, ahol Pechan Alfonznéhoz került eszperantó nyelvtudását tovább fejleszteni. 1984-ben már Piszanicán koncertezett. Az akkori BKV Ifjúsági Vegyeskarával lépett fel. 1987-ben részt vett élete első Eszperantó Világkongresszusán, amelynek keretében „Ni serĉas talentojnprogramban kétszer is énekelt, köszönhetően Rados Péter Andrásnak (Poeto) és Perlo Mielanak, akik nagyon sokat segítettek
neki, nemcsak dalokat adva, hanem a felkészülésben is. 1992-ben jelent meg az első kazettája „Por vidi la Mondon” 12 dallal, melyekből a legtöbbet Poeto fordította, de van köztük fordítás Perlo Mielatól is és tőle lett megzenésítve a Christan Morgenstein vers is Genu’. Kooperativo de Literatura Foiro lett a külföldi kiadója, s ennek köszönhette az 1994-es Internacia Literatura Forumo-t, majd a Dimanĉa Koncerto című kazettát is. Szerkesztőségi tagja a Heroldo de Esperanto című folyóiratnak, tanítja  az Eszperantó nyelvet Magyarországon és külföldön is. Az Edukado.net munkatársa 1996 decembere óta, az Ekparolu! programban. A Kultura Centro Esperantista Eszperantó Házban 1995 óta rendszeresen dolgozik önkéntesként.

## Megjelent lemezei

### Bela Revo
Szép álom 2002-es kiadás:
1. Bela revo
2. Nasku min, Panjo
3. Ino de l' am
4. Amaras vundo de dolor'
5. Falas flaviĝinta frond'
6. La Sunfilino
7. Restu kun mi
8. Ave Maria Péter Wolf/Kámlán Fülöp/Perlo Miela
9. Trovis mi patrujon
10. Por vid' via
11. Se mi estus rozo
12. Ŝipo de l' pac' * 13. Por vidi la mondon
13. Jen mia preĝo
14. Ave Maria Bach/Gounod
15. Ho bebo, ekdormu jam
16. Napolo tute alias
17. Napolo, koro de la mondo
18. Rumor' de nenio

### Dimanĉa koncerto
(Vasárnapi koncert) – 1994/2002-ben második kiadás, kiadó: a Literatura Foiro közössége
1. Ho venu vi, Immanuel
2. Psalmo Hungara
3. Venkos ni en gloro
4. Jen mia preĝo
5. Ho manojn miajn
6. Ĥoralo de Bach
7. Ave Maria
8. Te Deum laudamus
9. Psalmo centa
10. Kiam vekas nin aŭroro
11. Venu kredantoj
12. Restu kun ni, subiras jam la sun'
13. Ĥoralo de Bach

## Hangkazetta
Ho bebo ekdormu jam – Por vidi la mondon –  hangkazetta, saját kiadás – 1992

## Társasági tagság
- Magyarországi Eszperantó Szövetség – 1984?
- Heroldo de Esperanto szerkesztője
- Edukado.net munkatársa

## Forrás
- Beletra Almanako (BA24), oktobro 2015. pp. 94–97. (Suso Moinhos: Anjo Amika: muziko kiel vivotakto)
- Edukado.net -> Anna Bartek  – Anjo Amika

## Fordítás
- Ez a szócikk részben vagy egészben  az   Anjo Amika című eszperantó Wikipédia-szócikk ezen változatának fordításán alapul.  Az eredeti cikk szerkesztőit annak laptörténete sorolja fel. Ez a jelzés csupán a megfogalmazás eredetét és a szerzői jogokat jelzi, nem szolgál a cikkben szereplő információk forrásmegjelöléseként.